# Джало, Альфа Умар
Альфа Умар Джало (фр. Alpha Oumar Djalo; род. 5 сентября 1996, Париж) — французский дзюдоист, серебряный призёр чемпионата мира 2019 года, бронзовый призёр чемпионата Европы 2023 года.

## Биография
Альфа Умар Джало борется в весовой категории до 81 килограмма и представляет Францию на международной спортивной арене.
На чемпионате мира по дзюдо в 2019 году в Японии в составе смешанной команды Франции завоевал серебряную медаль.
В 2022 году на турнире серии Гран-при в хорватском Загребе стал победителем в весовой категории до 81 кг.
В ноябре 2023 года, в Монпелье, на чемпионате Европы, французский дзюдоист в весовой категории до 81 кг стал обладателем бронзовой медали, в поединке за третье место победив титулованного бельгийского спортсмена Маттиаса Кассе.